# Ex Ingenio Luján
Ex Ingenio Luján es una localidad argentina ubicada en el departamento Cruz Alta de la Provincia de Tucumán, depende administrativamente de la comuna de Delfín Gallo, ubicándose en el sector sur de la comuna.
Se formó en torno al antiguo ingenio Luján, ingenio azucarero fundado en 1858 y cerrado en 1927.

## Población
Cuenta con 8,828 habitantes (Indec, 2010), lo que representa un incremento del 13% frente a los 7,776 habitantes (Indec, 2001) del censo anterior. Estas cifras pertenecen a la ciudad principal del aglomerado, Delfín Gallo, en la cual se incluye esta localidad.